# Tomasz Wilman
Tomasz Wilman (ur. 6 lutego 1976 w Kielcach) – polski trener piłkarski, absolwent Akademii Wychowania Fizycznego w Krakowie. Były szkoleniowiec Korony Kielce.

## Życiorys
Swoją pracę w Koronie Kielce rozpoczął od grup młodzieżowych, natomiast w sezonie 2012/2013 objął kielecki zespół w rozgrywkach Młodej Ekstraklasy, z którym zajął szóste miejsce w tabeli. Od sierpnia 2013 do maja 2016 roku był członkiem sztabu szkoleniowego pierwszej drużyny, współpracując w tym czasie z Jose Rojo Martinem, Ryszardem Tarasiewiczem oraz Marcinem Broszem. 31 maja 2016 został potwierdzony jako nowy pierwszy trener Korony Kielce, podpisując dwuletnią umowę z opcją przedłużenia o rok. 25 października 2016 został jednak odsuniety od prowadzenia pierwszego zespołu, a na stanowisku zastąpił go dotychczasowy asystent, Sławomir Grzesik. Wilman prowadził Koronę Kielce w 13 kolejkach ligowych, po których klub zajmował ostatnie miejsce w tabeli Ekstraklasy.
W 2017 założył w Kielcach Fundację „Megamocni”, która zajmuje się promocją sportu osób niepełnosprawnych. W 2019 został uhonorowany brązową nagrodą UEFA Grassroots w kategorii najlepszy lider (ang. Best Grassroots Leader), przyznawaną za działalność na rzecz amatorskiej piłki nożnej.
Posiada licencję trenerską UEFA PRO.
Staże trenerskie
- Getafe CF
- Hércules CF
- Fulham F.C.
- Elche CF[8]